# Arrondissement de Kempen-en-Posnanie
L'arrondissement de Kempen-en-Posnanie, à la limite sud-est de la province prussienne de Posnanie, existe de 1887 à 1920. L'ancien territoire de l'arrondissement appartient désormais à la voïvodie polonaise de la Grande-Pologne. L'arrondissement de Kempen-en-Posnanie (ou à partir de 1941 l'arrondissement de Kempen (Wartheland) (de)) est également une unité administrative allemande dans la Pologne occupée pendant la Seconde Guerre mondiale (1939-1945).

## Superficie
L'arrondissement de Kempen-en-Posnanie a une superficie totale de 458 km2.

## Histoire
Le 1er octobre 1887, l'arrondissement de Kempen-en-Posnanie est formé à partir de la partie sud de l'arrondissement de Schildberg (de). La ville de Kempen devient le chef-lieu de l'arrondissement et le siège du bureau de l'arrondissement.
Le 27 décembre 1918, le soulèvement de la majorité polonaise contre la domination allemande commence dans la province de Posnanie, mais la région reste sous contrôle allemand. Le 28 juin 1919, le gouvernement allemand cède l'arrondissement de Kempen-en-Posnanie à la Pologne nouvellement fondée avec la signature du traité de Versailles. Le 25 novembre 1919, l'Allemagne et la Pologne concluent un accord sur l'évacuation et la rétrocession des territoires à céder, qui est ratifié le 10 janvier 1920. L'évacuation par les troupes allemandes et la remise à la Pologne ont lieu entre le 17 janvier et le 4 février 1920.

## Évolution de la démographie
| Année | Habitants | Source |
| ----- | --------- | ------ |
| 1890  | 32 977    |        |
| 1895  | 34 704    | [ 4 ]  |
| 1900  | 34 593    | [ 1 ]  |
| 1910  | 37 050    | [ 1 ]  |

Parmi les habitants en 1890, il y a environ 80 % de polonais, 15 % d'allemands et 5 % de juifs. Une grande partie des habitants allemands quittent la région après 1920.

## Politique

### Administrateurs de l'arrondissement
1887–191000Gustav von Scheele (de)
1910–191700Karl Lindenberg (de)
1917–192000?

### Élections
L'arrondissement de Kempen-en-Posnanie appartient à la 10e circonscription du district de Posen. La circonscription est remportée à toutes les élections du Reichstag entre 1874 et 1912 par Ferdinand von Radziwill, le candidat de la faction polonaise.

## Structure communale
Au 1er janvier 1908, les villes de Kempen et Baranów appartiennent à l'arrondissement de Kempen-en-Posnanie. Les 53 communes et 37 districts de domaine sont regroupés en districts de police.

## Communes
Au début du XXe siècle, les communes suivantes appartiennent à l'arrondissement
| - Baranow, ville - Biadaszki - Birkenfelde - Boleslawice - Borek mielenski - Domanin - Donaborow - Grembanin - Jankow - Janowka - Jozefowka - Jutrkow - Kempen-en-Posnanie, ville - Kierzno | - Kochlow - Kronschkow - Kuznica skakawa - Kuznica slupska - Kuznica trzcinska - Laski - Lenka - Lenka mroczenska - Lipie - Lubczyn - Marianka siemianska - Mechnice - Mikorzyn - Mirkow | - Mroczen - Olszowa - Opatow - Oschin - Ostrowiec - Piaski - Pietrowka - Podsamtsche (de) - Pomiany - Przybyschew - Rakow - Rzetnia - Siemianice - Slupia | - Smardze - Strenze - Swiba I - Swiba II - Szalonka - Szklarka mielenska - Teklinow - Torzeniec - Trzebin - Turze - Veronikenpol - Wodziczno - Wyschanow - Zmyslona slupska |

Au début du XXe siècle, plusieurs toponymes sont germanisés.

## Personnalités liées à l'arrondissement
- Edward Lasker (1885-1981), joueur d'échecs né à Kempen.